# Fælledparken

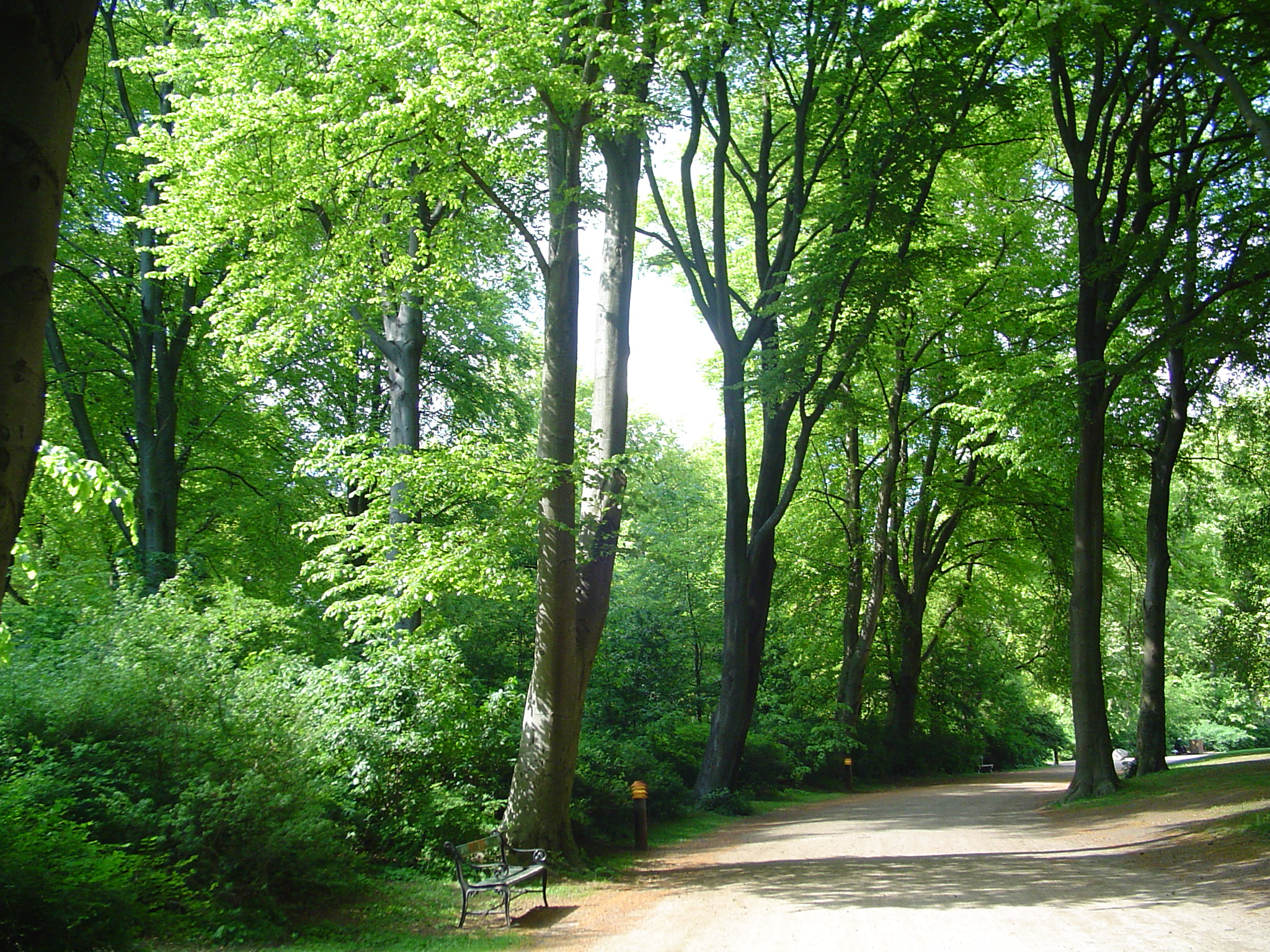
Fælledparken i maj månad.

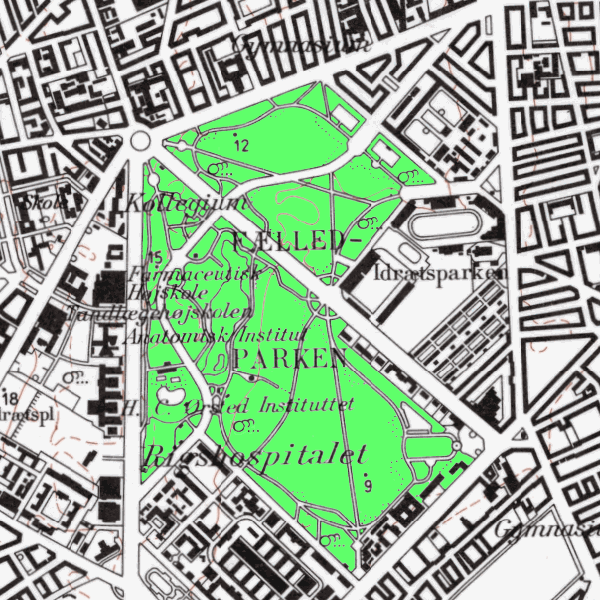
Fælledparken som den var 1957–1976.

Fælledparken är en park på Østerbro i Köpenhamn.
Parken skapades 1906–1914 av landskapsarkitekten Edvard Glæsel tillsammans med Köpenhamns kommun.